# Flugzeugsitz

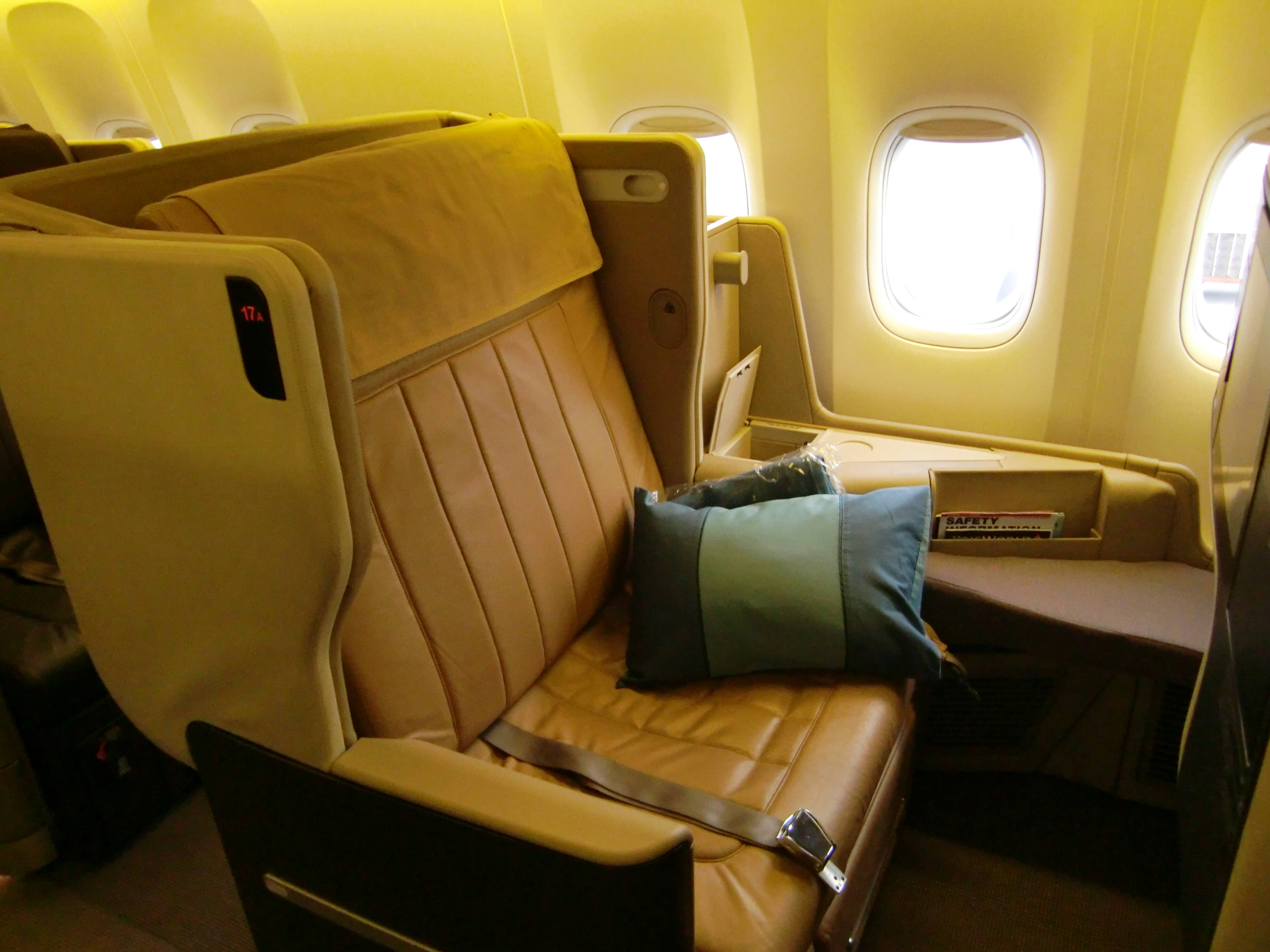
Flugzeugsitz der Business-Klasse (Singapore Airlines Boeing 777-300)

Flugzeugsitze oder Flugzeugsessel sind auf Schienen am Boden eines Flugzeuges verankerte Sitzmöbel. Die Flugzeugbestuhlung ist entweder mit Textilien oder mit Leder bezogen. Sie sind je nach Ausstattung unterschiedlich komfortabel (im gewerblichen Luftverkehr abhängig von der Buchungsklasse) und in den Kabinen reihenweise neben- und hintereinander angeordnet. Je nach Flugdauer müssen Flugzeugsitze eine Reihe von Aufgaben erfüllen und sind daher mit entsprechenden Funktionen ausgestattet.

## Sitzanordnung

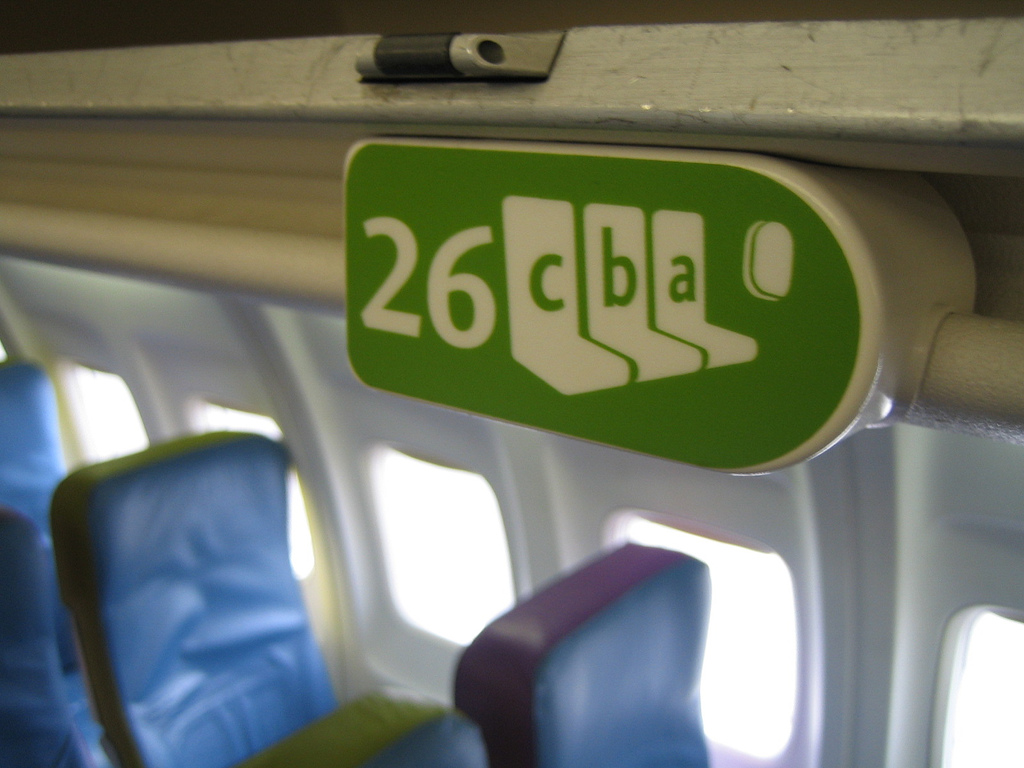
Sitzplatz-Kennzeichnung bei Song

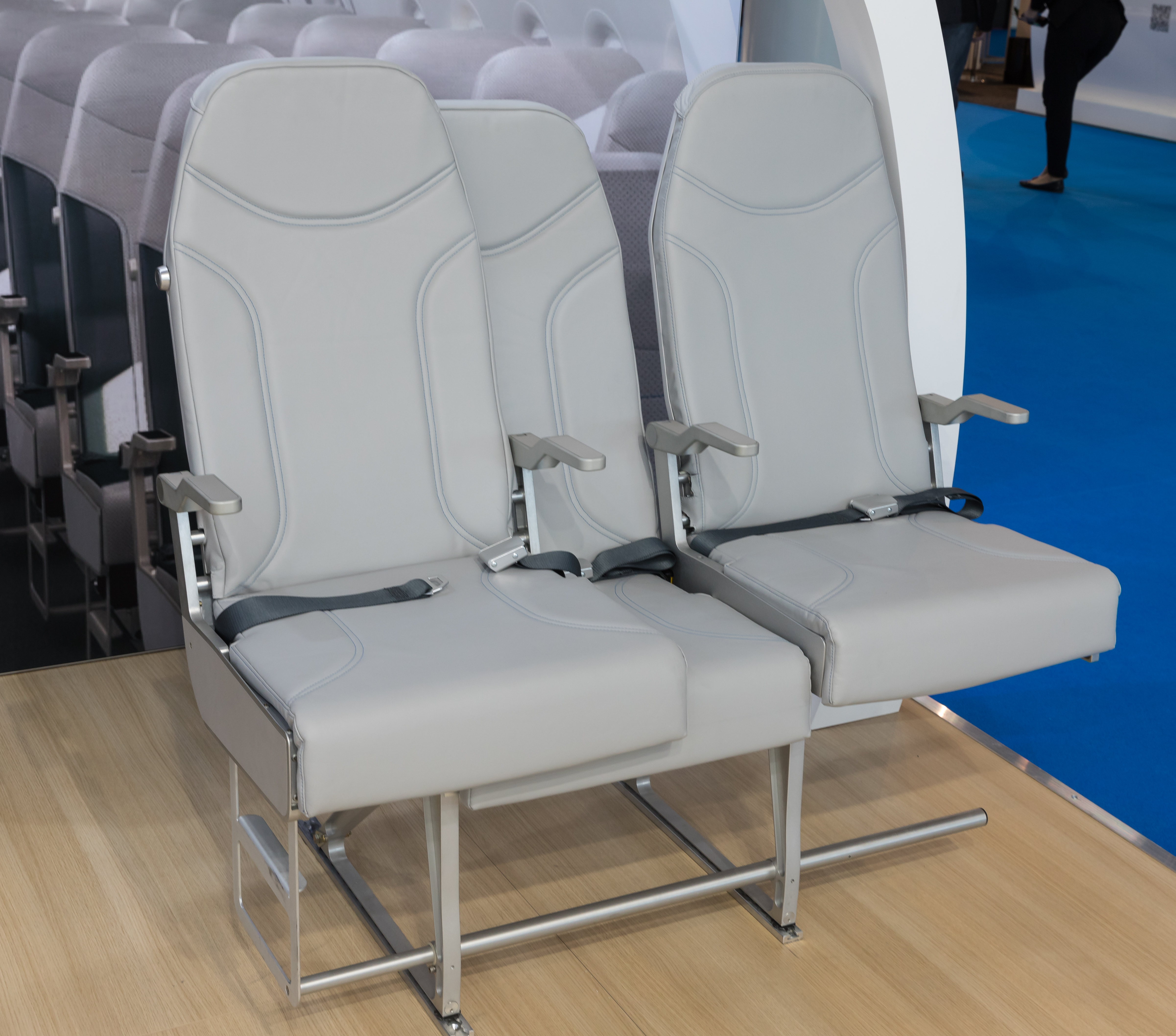
Seitlich verschiebbarer Gang-Sitz zur Vergrößerung des Gangs während des Ein- und Aussteigens

Die Anordnung der Sitzreihen hängt in erster Linie von der Innenbreite des Flugzeugrumpfs ab, andererseits aber auch von den Abmessungen der Sitze. Übliche Anordnungen reichen von 1-1 (ein Sitz, Gang, ein Sitz) in sehr kleinen Maschinen bis zu 3-4-3 in der Boeing 747 und dem Airbus A380 (jeweils Hauptdeck). Asymmetrische Anordnungen sind selten und kommen eigentlich nur als 1-2 (z. B. Twin Otter) oder 2-3 (z. B. Airbus A220) vor.
Sie sind in aller Regel individuell alphanumerisch gekennzeichnet, das heißt erstens nach Reihe nummeriert und zweitens für die Lage längsseits mit einem Buchstaben geordnet und beschriftet, z. B. 48 A (Reihe 48, in Flugrichtung der erste Platz dieser Reihe). Einige Fluggesellschaften (z. B. Lufthansa und Condor) verzichten auf die Beschriftung der 13. Sitzreihe mit der Zahl 13. Stattdessen folgt nach Reihe 12 die Reihe 14. Dies ist darauf zurückzuführen, dass die Zahl 13 in einigen Regionen der Welt als Unglückszahl angesehen wird. Auch die Vergabe der Buchstaben verläuft nicht immer durchgehend von links nach rechts. So kann sich Sitz 31A direkt neben 31C befinden. Um Verwechslungen mit dem Buchstaben J zu vermeiden, wird der Buchstabe I normalerweise nicht verwendet.

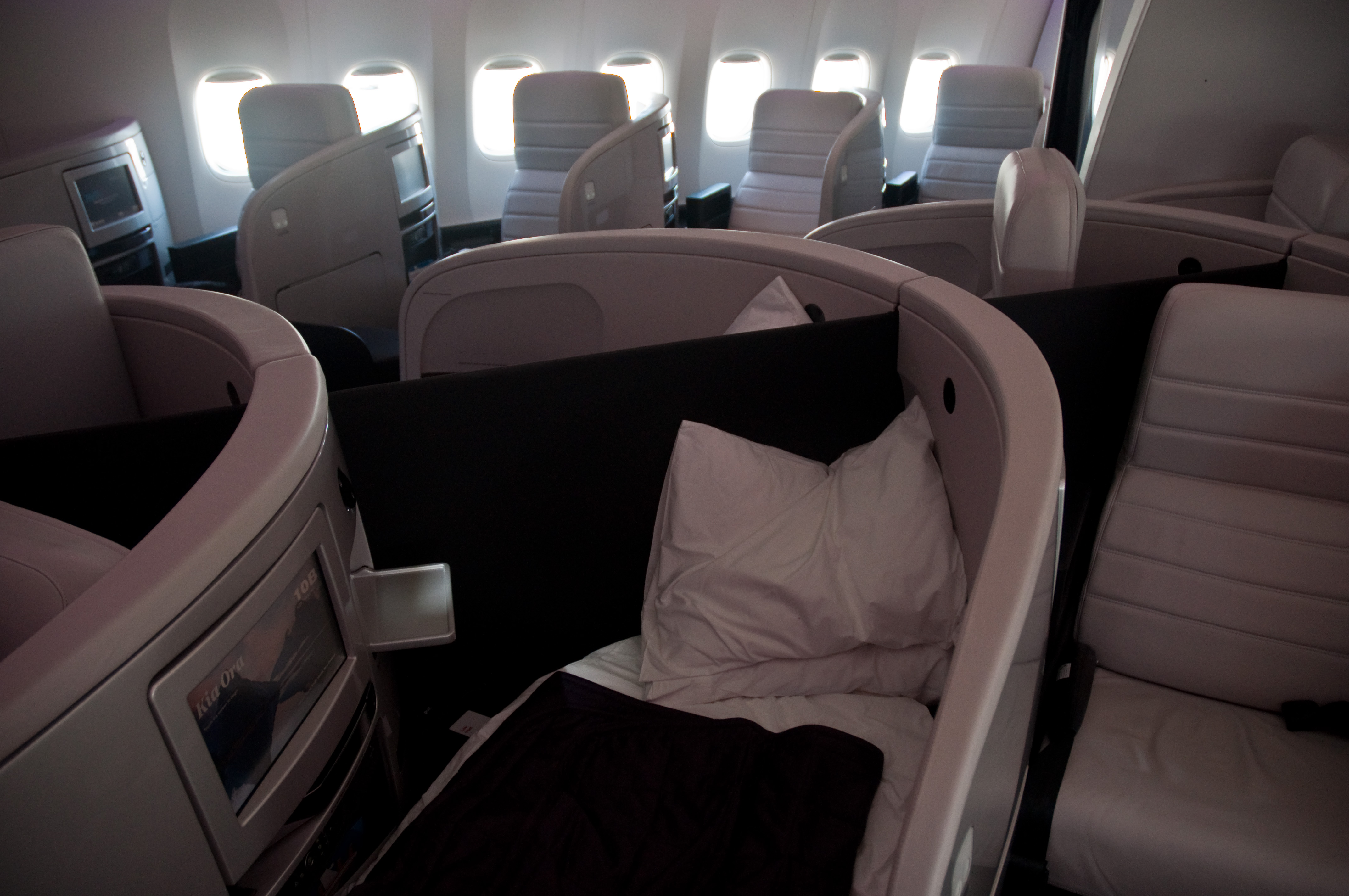
Fischgrätanordnung in einer Boeing 777

In höheren Beförderungsklassen werden wegen der größeren Sitzbreiten üblicherweise weniger Sitze pro Reihe angebracht als in der Economy Class. Teilweise sind dort die Sitze auch nicht streng an der Längsachse des Flugzeugs ausgerichtet, sondern schräg dazu (Fischgrätanordnung). Dadurch wird erreicht, dass jeder Sitz vom Gang aus zu erreichen ist, ohne den Fußraum eines anderen Sitzes zu queren.
Üblicherweise sind alle Sitze für Reisende in Flugrichtung angebracht, d. h., es gibt keine gegenüberliegend angeordnete Sitze wie beispielsweise in großen Omnibussen. British Airways führte in ihrer Business Class jedoch neue Sitze ein, in denen die Reisenden teilweise entgegen der Flugrichtung sitzen. Einige Sitze für Flugbegleiter sind ebenfalls entgegen der Flugrichtung angebracht, u. a. damit die Passagiere und Gepäckfächer während Start bzw. Landung im Auge behalten werden können.

## Ausstattung

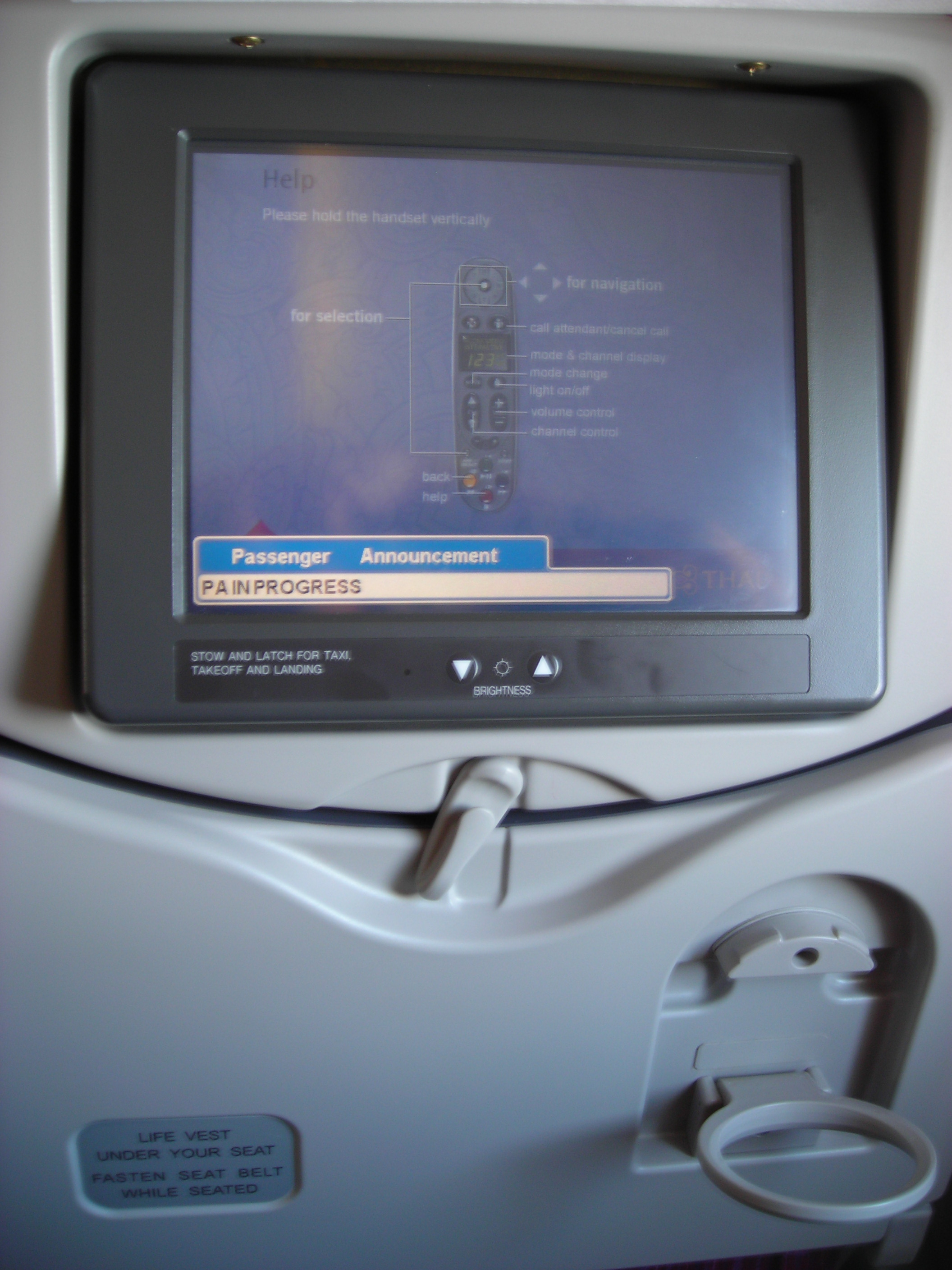
Bildschirm mit Bedienungselementen (Airbus A340-600 der Thai)

Über den Sitzen ist im kommerziellen Luftverkehr ein Tableau angebracht, auf dem sich Schalter, Leselampen und Belüftungsöffnungen befinden. Darüber – längs der Flugrichtung – sind auf-/einklappbare Fächer (Schotts) zur Aufbewahrung von Handgepäck vorhanden. Diese müssen mit anderen Passagieren geteilt werden und aus Sicherheitsgründen bei Starts und Landungen geschlossen sein. Abfallbehälter gibt es meist nur in den Gängen in der Nähe der Galley. Die Kopfstützen sind heute standardmäßig aus Hygienegründen mit einem Antimakassar überzogen.
Auf dem vorherigen Sitz befindet sich in der Regel eine Tasche für Zeitschriften etc. sowie ein herauf-/herunterklappbares Tablett zum Essen oder Lesen. Moderne Langstreckenflugzeuge haben auf der Rückseite des Vordersitzes auch einen kleinen Bildschirm mit Schaltern eingebaut, um Filme anzusehen oder Musik zu hören (In-flight Entertainment). Befindet sich der Sitz vor einer Wand, so sind diese Elemente in der Wand vor dem Sitz oder an der Armlehne verbaut.
In der Economy-Klasse müssen sich Passagiere die Armlehne miteinander teilen, wenn sie seitliche Nachbarn haben. In der Armlehne befinden sich häufig Bedienungselemente für die individuelle Neigungsanpassung, ein herausziehbarer Aschenbecher und teilweise auch Halterungen für eine drahtgebundene Fernbedienung des Bildschirms im Vordersitz.

## Sitzabstand
Der Sitzabstand ist definiert als der Abstand zwischen den entsprechenden Teilen zweier hintereinander angeordneter Sitze, er liegt je nach Beförderungsklasse bei Interkontinentalflügen zwischen etwa 79 cm und mehr als 2 Metern. Für das Komfortempfinden wichtig ist dabei die Beinfreiheit, der Abstand zwischen Sitzvorderkante und Rückenlehne des Vordersitzes bzw. zu einer bugseitigen Wand; kritisch ist dabei der Platz für die Knie. Ein großer Sitzabstand ermöglicht es, die Rückenlehne weit nach hinten zu neigen und damit eine angenehme Schlafposition zu erzielen, im Extremfall eine waagerechte Fläche. Ferner ist der Abstand zum Nachbarn, der Neigungswinkel und die Sitzbreite entscheidend für den Sitzkomfort eines Flugzeugsitzes. Für die Füße wird teilweise eine einstellbare Fußstütze, die sich unter dem Vordersitz befindet, vorgehalten.

## Sicherheit

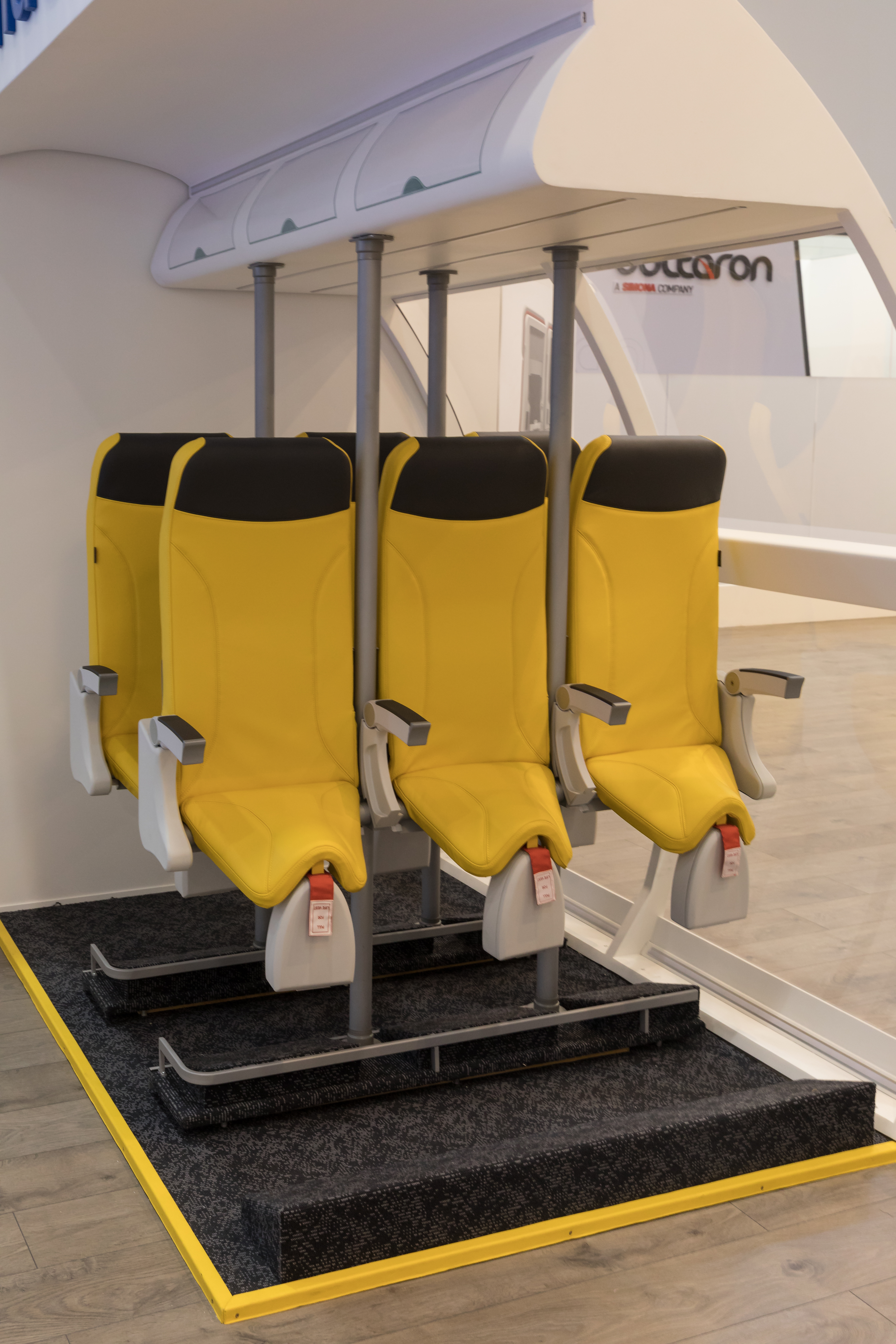
Prototyp von Stehsitzen in der Passagierkabine

Aus Sicherheitsgründen müssen sich auf Anweisung des Piloten, meist per Signal, Passagiere angurten, bei Starts und Landungen auch das Personal. Dieser Gurt hat ein Mittelschloss und wird um das Becken geführt.
Bei einem Flugzeugabsturz oder einer Notlandung wird empfohlen die Brace position einzunehmen. Dadurch verringert man die Wucht eines Aufpralls auf ein Minimum.
Unter bzw. über den Sitzen ist meist eine Rettungsweste für Notwasserungen verstaut, teilweise dient dabei auch die Sitzauflage zusätzlich als Schwimmkörper.
Die Bezüge (Textil, Kunstleder, Leder) bestehen aus feuerhemmendem Material.

## Belegung
Für Flugreisen ist außerdem eine Sitzplatzreservierung üblich. Viele Reisebüros verfügen über einen Sitzplan zu einem Flugzeugmuster, beispielsweise zur Fensterplatz-Reservierung. Letzterer ist nicht nur wegen der Aussicht, sondern auch wegen der Möglichkeit zum Anlehnen beim Schlafen beliebt. Sitzplätze an Notausgängen werden teilweise bevorzugt an Stammkunden oder nur gegen Aufpreis vergeben. Dies liegt zumeist an der größeren Beinfreiheit auf diesen Sitzplätzen.
Eine Ausnahme stellt das bei vielen Billigfluggesellschaften praktizierte open seating, das heißt die freie Sitzplatzwahl dar, die nach dem Windhundprinzip (First-come, first-served) funktioniert. Teilweise kann man jedoch bei den Billigfluggesellschaften gegen Aufpreis einen bestimmten Sitzplatz reservieren oder sich das Privileg erkaufen, zur ersten Boardinggruppe zu gehören.

## Hersteller
Drittgrößter Flugzeugsitzhersteller der Welt ist das deutsche Unternehmen Recaro Aircraft Seating GmbH & Co. KG.
Ein weiterer Anbieter ist die Airbus-Tochter Sogerma.